# Temple City
Temple City és una ciutat al Comtat de Los Angeles a l'estat de Califòrnia. Segons el cens del 2000 tenia 33.377 habitants.

## Demografia
Segons el cens del 2000, Temple City tenia 33.377 habitants, 11.338 habitatges, i 8.662 famílies. La densitat de població era de 3.213,7 habitants/km².
Dels 11.338 habitatges en un 36,5% hi vivien nens de menys de 18 anys, en un 56,8% hi vivien parelles casades, en un 14,3% dones solteres, i en un 23,6% no eren unitats familiars. En el 19,7% dels habitatges hi vivien persones soles el 7,9% de les quals corresponia a persones de 65 anys o més que vivien soles. El nombre mitjà de persones vivint en cada habitatge era de 2,9 i el nombre mitjà de persones que vivien en cada família era de 3,33.
Per edats la població es repartia de la següent manera: un 24% tenia menys de 18 anys, un 8,1% entre 18 i 24, un 28,9% entre 25 i 44, un 25,1% de 45 a 60 i un 14% 65 anys o més.
L'edat mediana era de 39 anys. Per cada 100 dones de 18 o més anys hi havia 85,7 homes.
La renda mediana per habitatge era de 48.722 $ i la renda mediana per família de 54.455$. Els homes tenien una renda mediana de 39.365 $ mentre que les dones 32.103 $. La renda per capita de la població era de 20.267 $. Entorn del 7,2% de les famílies i el 9,3% de la població estaven per davall del llindar de pobresa.

## Poblacions properes
El següent diagrama mostra les poblacions més properes.